# Foreign
Foreign è un brano musicale del cantante statunitense Trey Songz pubblicato il 13 maggio del 2014 come terzo singolo dall'album Trigga.
Del brano ne è stato fatto un remix con il cantante canadese Justin Bieber.

## Classifiche
| Classifica (2014) | Posizione massima |
| ----------------- | ----------------- |
| Belgio (Fiandre)  | 37                |
| Belgio (Vallonia) | 42                |
| Francia           | 155               |
| Stati Uniti       | 84                |